# Barrio de Casablanca

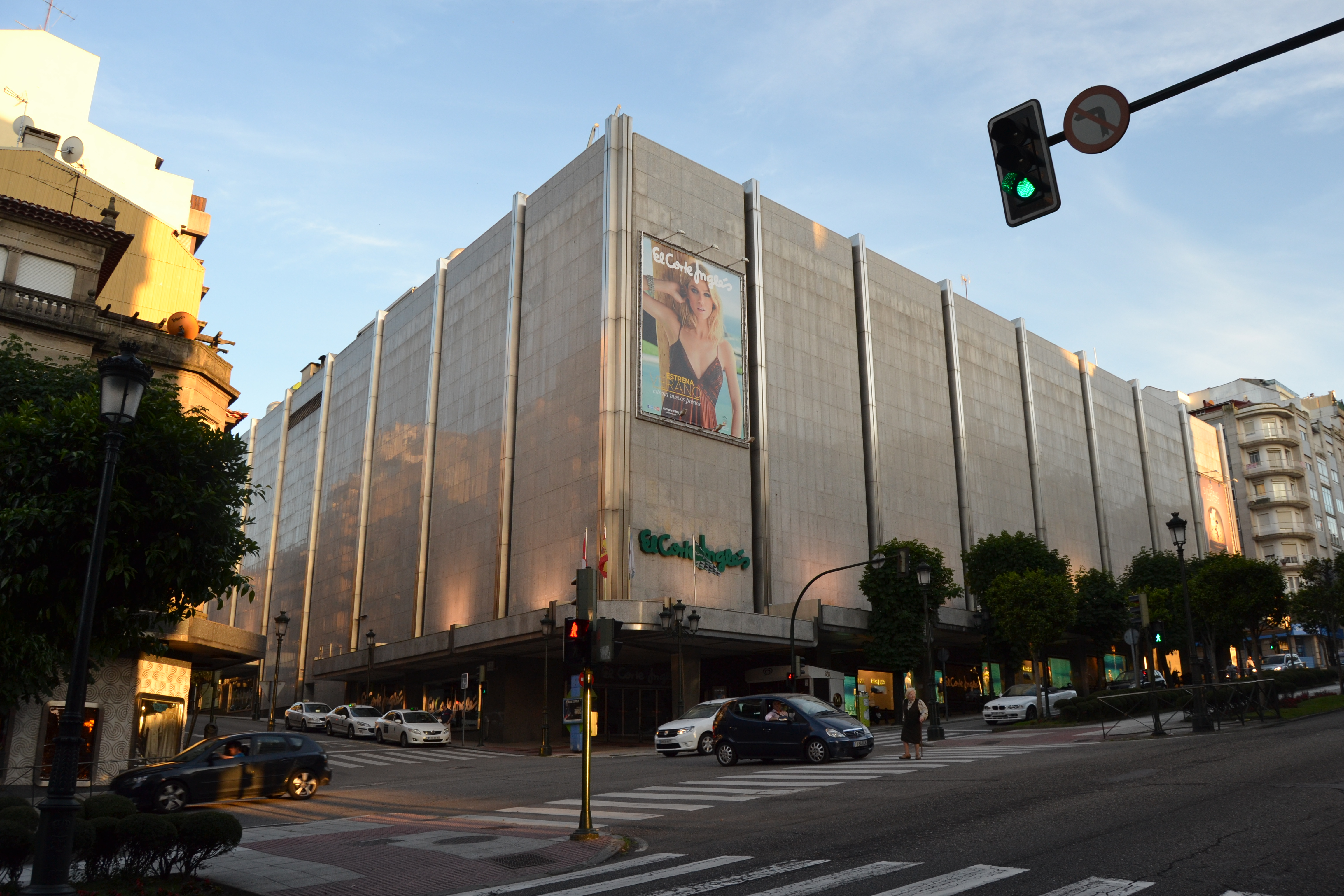
El Corte Inglés en la Gran Vía.

Casablanca es un barrio urbano de la ciudad española de Vigo, en el ayuntamiento de Vigo, en la comarca homónima.

## Historia

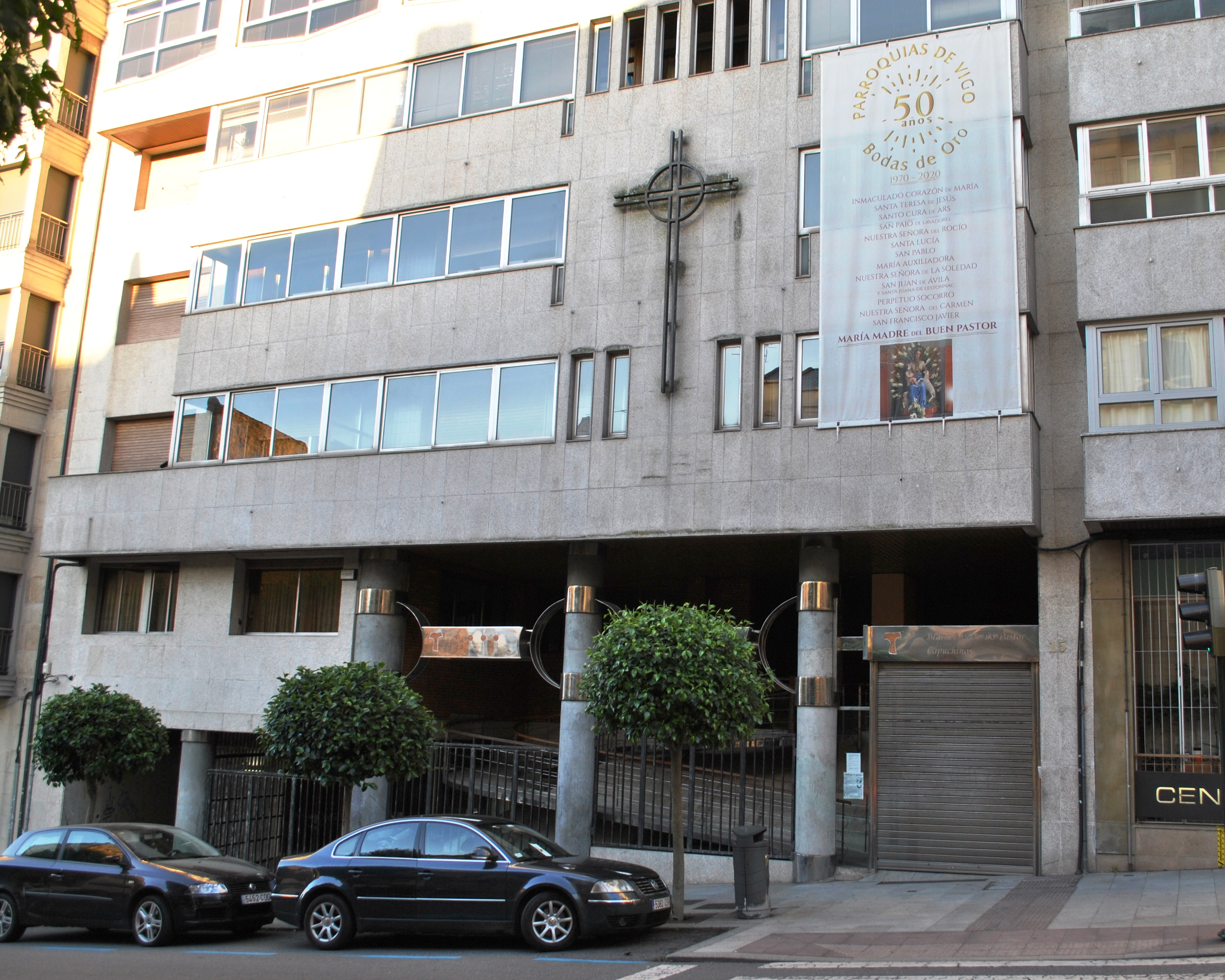
Iglesia parroquial de María, Madre del Buen Pastor.

Según los vecinos, debe su nombre a una casa de color blanco, que se encontraba enfrente de la estación en la Carretera de Villacastín, actual Calle de Urzaiz. Aunque comenzó a urbanizarse sobre 1920, non fue hasta la década de 1950 cuando comenzó a crecer urbanísticamente. En 1975 se inauguró el centro comercial El Corte Inglés. También destaca la presencia de los Capuchinos, cuyo convento fue demolido en 1978 para construir un edificio nuevo. Le da también nombre al arciprestado de Vigo-Casablanca.

## Edificios y calles
Destacan la Ciudad de la Justicia de Vigo y el centro comercial El Corte Inglés. Muchas de las calles llevan nombre de repertorio, concretamente nombres de países americanos: Brasil, Cuba, México, Paraguay, Venezuela, Ecuador, Nicaragua y Bolivia, también de antiguos regidores como Vázquez Varela y de santos como San Honorato y Santa Rita.

## Asociacionismo
Destacan la Coral Casablanca y el Club de Fútbol San Roque Casablanca.